# Высочайше утверждённый Устав Кабинета Его Императорского Величества
Высочайше утверждённый Устав Кабинета Его Императорского Величества — документ, закрепляющий структуру и регулирующий деятельность Кабинета ЕИВ, обязанности и ответственность его сотрудников и прочее. Был утверждён 27 сентября 1827 года.

## Структура
- Часть I. Внутренне образование Кабинета, разделение занятий, движение дел и ревизия оных.
  - Глава I. Состав Кабинета и его занятия (§ 1-13).
  - Глава II. Предметы столов по Отделениям и Казначейству (§ 14-36).
  - Глава III. Порядок вступления дел (§ 37-48).
  - Глава IV. Движение дел по части письмоводства (§ 49-67).
  - Глава V. Движение дел по Казначейству (§ 68-85).
  - Глава VI. Движение дел по счётоводству и по Контролю (§ 86-102).
  - Глава VII. Движение дел по части Камеральной (§ 103-114).
  - Глава VIII. Движение дел по части Горной (§ 115-123).
  - Глава IX. Порядок исполнения и отправления дел (§ 124-135).
  - Глава Х. Ревизия дел (§ 136-142).
- Часть II. Права Кабинета и Министра. Обязанности и ответственность Вице-Президента, ЧЛенов Кабинета и прочих Чиновников.
  - Глава I. Права Кабинета и Министра (§ 143-145).
  - Глава II. Обязанности Вице-Президента и Членов Кабинета (§ 146-152).
  - Глава III. Обязанности Начальников Отделений (§ 153-161).
  - Глава IV. Обязанности Казначеев (§ 162-167).
  - Глава V. Обязанности Контролёра, Бухгалтеров, Столоначальников и прочих штатных Чиновников с их помощниками (§ 168-170).
  - Глава VI. Общие обязанности (§ 171-176).
  - Глава VII. Ответственность Вице-Президента, Членов, Начальников Отделений и всех прочих Чиновников (§ 177-189).

## Содержание
Структура
С 1826 года Кабинетом Его Императорского Величества управлял тот же человек, что и Министерством Императорского Двора (до 1852 г. им был князь П. М. Волконский, а в 1852-1856 гг. - Л. А. Перовский). Это закреплено в § 2: "Министр Императорского Двора есть вместе Управляющий Кабинетом".
Кабинет состоял из пяти отделений и казначейства. Первое (оно же Исполнительное) состояло из Общей Канцелярской части, Архива, Регистратуры и Секретной части. Второе (Камеральное) отделение заведовало делами о золотых, бриллиантовых и других драгоценных вещах, вносимых в Комнату Его Императорского Величества, или назначаемых для подарков, также и делами о мягкой рухляди (мягкой рухлядью называли пушнину). Третье (Счётное) отделение заключало в себе счётную часть как самого Кабинета, так и всех подведомственных ему мест, заводов и фабрик, и в особенности контроль последних. Четвёртое (Горное) отделение заведовало Горной частью Кабинета, равно как и делами гранильных и шлифовальной фабрик, и Горнощитского мраморного завода. К Пятому (Хозяйственному) отделению относились дела по всем другим заведениям, подведомственных Кабинету, кроме Горной части. Казначейство заведовало приёмом, хранением и выдачей денежных сумм.
Каждое отделение состоит из определённого числа чиновников и писцов под управлением начальника отделения. Казначейство же состояло из двух казначеев, их помощников и писцов, и находилось в ведении одного из членов Кабинета.
Что касается дел, которыми ведают отделения, то они разделяются на столы. Исполнительное отделение (а конкретно его Общая Канцелярская часть) разделяется на 3 стола. Предметы первого стола: а) Дела об определении, увольнении, повышении в чины и награждении чиновников и служителей по Кабинету и по местам, подведомственных ему; б) Ведение формулярных и именных списков, составление сведения для Адрес-календарей и прочее; в) Составление описи Именных Высочайших указов и повелений и их хранение в Присутственной комнате; г) Дела по ежемесячному свидетельству кассы Кабинета, драгоценных вещей и "мягкой рухляди", осмотр каменных изделий, штуфов и других ископаемых; д) Составление месячных отчётов о всех выдачах по Высочайшим указам; е) составление о решённых и нерешённых делах общих ведомостей из частных, ежемесячно поступающих от каждого отделения; ё) Учреждение дежурства; ж) Сведения о вычитаемых, в пользу увечных, процентным деньгам, по всем частям Кабинета и их отсылка в Комитет 19 августа 1814 года; з) Заготовление шнуровых книг для Счётной и Казначейской части, даваемых отделениям по принадлежности, Казначейству и подведомственным Кабинету местам; и) Дела, не принадлежащие другим отделениям. Предметы второго стола: а) Дела по окладным доходам и расходам по Кабинету (кроме Горной части), "мягкой рухляди" и ясачному сбору; б) Дела по окладным выдачам жалования, пенсионов, и по другим ежегодно отпускаемым, под названием: содержаний, столовых денег, найма домов и квартир и прочее, также - отпуск денег для театральной дирекции. Предметы третьего стола: а) Дела по единовременным выдачам денег; б) Дела по содержанию дома Кабинета, по заготовлению Канцелярских припасов, найму курьерских лошадей и по другим подрядам и покупкам; в) Дела о платеже за медикаменты для чиновников и служителей Кабинета; г) Дела по займам Кабинета и по займообразным выдачам из него. Предметы Архива: а) Приём и хранение в совершенном порядке дел, книг и прочих документов, сдаваемых в установленное время из Отделений; б) Составление для них надлежащих алфавитных реестров и подробных описей по систематическому порядку; в) Собрание законов, уставов, учреждений и прочего; г) Изготовление справок и выписок из дел по требованиям начальников отделений. Предметы Регистратуры: а) Внесение каждой вступающей бумаги во входящую книгу; Раздача их по принадлежности; в) Внесение исходящих бумаг в специальный журнал; г) Отправление этих бумаг. Предметы по Секретной части вверяются лично начальнику отделения.
Камеральное отделение разделяется на два стола. Предметы первого стола: а) дела по изготовлению и покупке золотых, бриллиантовых и других драгоценных вещей, также и жемчугов; б) Составление о них описей для ежемесячного освидетельствования; в) Рассылка жалуемых вещей по назначению и нужное для этого письмоводство; г) Ведение книг о приходе и расходе и наличности вещей, и вся для этого отчётность. Предметы второго стола: а) Дела по вступлению и хранению "мягкой рухляди", по заготовлению мехов и продажа их с аукционного торга при Кабинете; б) Дела по сбору ясака и наблюдение за его своевременным поступлением в Кабинет; в) Ведение книг о приходе и расходе и остаткам "мягкой рухляди", и вся для этого отчётность.
Счётное отделение разделяется на два стола: Бухгалтерский и Контрольный. Предметы Бухгалтерского стола: а) Составление годовых расписаний о доходах и расходах Кабинета; б) Ведение Бухгалтерских книг как по внутренним оборотам Кабинета, так и по всем, без изъятия подведомственным местам и заведениям, на основании присылаемых от них ведомостей; в) Составление диспозиционных ведомостей для подписания Государю Императору; г) Изготовление ведомостей для отсылки в Контроль Министерства Императорского Двора; д) Составление годовых отчётов по Кабинету и представление их в Контроль Министерства на ревизию с книгами и документами; е) вся переписка и дела по вышесказанным предметам; ё) Ежедневное представлению Кабинету рапортов о долженствующей наличности кассы; ж) Все расчёты и исчисления, какие потребуются по Кабинету, также общин расчёты с Департаментом Государственного Казначейства и с Главным Казначейством. Предметы Контрольного стола: а) Поверка срочных ведомостей и годовых отчётов, ревизия книг и документов, представляемых подведомственными Кабинету местами и заведениями; б) Нужное для этого письмоводство: требование объяснений, побуждение к присылке в сроки ведомостей, отчётов и прочее: в) Представление Кабинету обо всём усмотренном при ревизии: о неисправностях, начётах и необходимых по ним взысканиях и штрафах; г) Составление из произведённой ревизии общего годового отчёта особо по каждому подведомственному месту и заведению; д)  Сличение и поверка подаваемых в Кабинет Казначейством и Бухгалтерским столом ежедневных рапортов о наличности кассы.
Горное отделение, согласно особому Высочайше конфирмованному для него штату, разделяется на два стола. Предметы первого стола: а) Собрание статистических сведений (I - о землях, горах, водах и всяких произведениях природы и искусства в округе горных заводов, II - о рудниках, приисках и всякого рода горных заведениях, III - о числе заводских служителей, крестьян, и вообще о народонаселении, IV - о селениях, промышленности, домоводстве и прочем); б) Собрание подробных и вернейших карт с нужными топографическими и хорографическими описаниями; в) Представления Кабинету о собранных сведениях с предложением мер к исправлению и усовершенствованию по Хозяйственной и Искусственной части заводов; г) Сведения о Богоугодных, Учебных и других учреждения в заводах, например: о госпиталях и аптеках, богадальнях, Сиротских домах, Горных училищах, Типографии и прочего; д) Составление выписок из Горных советов и расписания о Горном и Заводском производстве, ежегодно доставляемых, и сравнение настоящих с предшествовавшими; е) Дела об устроении вновь заводов, о распространении рудных приисков, и о производстве установленной платы приискателям; ё) Дела, общие обоим столам Горного отделения, как и те, которые в особенности ни одному из них не принадлежат, дела по Гранильным фабрикам и Горнощитскму мраморному заводу; ж) Составление докладных записок из донесений о чрезвычайных ситуациях на заводах. Предметы второго стола: а) Дела о привозе золотистого серебра и о производимых контр-пробах; б) Расчёты о золоте и серебре с Монетным двором; в) Дела об определении, увольнении, повышении в чины и награждении чиновников и служителей Горной части, ведение их формулярных и именных списков; г) Дела о содержании воспитанников заводских в Горном Корпусе и их определении, по выпуску из него на службу; д) Дела тяжебные, исковые и тому подобные по заводам; е) Дела, относящиеся до приписных к заводам крестьян: по отправлению повинностей, по сбору податей, по жалобам на управителей и прочему; ё) Дела о купцах и мещанах, живущих в заводской округе; ж) Дела следственные и уголовные по заводам, ведомости об этих делах и о подсудимых; з) Ассигнование сумм на содержание Колывано-Воскресенских и Нерчинскиз заводов, и на пенсионы; и) Производство дел по доставлению дел в Кабинет каменных изделий и штуфов.
Хозяйственное отделение также разделяется на два стола. Предметы первого стола: а) Дела по Петергофской бумажной фабрике, Спо Зеркальному, Фарфоровому и Выборгскому зеркальному заводам; б) Собрание о них статистических сведений; в) Собрание чертежей и планов заводам и машинам, и топографических карт по всем заведениям; г) Представления Кабинету собранных сведений с предположением мер к улучшению действий заводов; д) Подробные сведения о приписных к ним мастеровых и крестьянах. Предметы второго стола: а) Дела по Царскосельской Обойной и Киево-Межигорской Фаянсовой фабрикам, по Шпалерной мануфактуре, сельцу Никольскому, мысе Грос-Роон и Сартолахтинскому имению; б) Собрание о них статистических сведений, топографических карт, чертежей и планов, которые установлены в предыдущих параграфах; в) Предложения Кабинету об их усовершенствовании.
Казначейство разделяется на два стола. Предметы первого стола: а) Приём вступающих сумм; б) Единовременные отпуски и выдачи столовых денег, содержаний, на наём домов и квартир и прочего; в) Ведение общих Казначейских книг; Ежедневное представление Кабинету рапортов о наличности в кассе. Предметы второго стола: а) Окладные выдачи пенсионов и жалования; б) Расходы по штатной сумме Кабинета; в) Ведение отдельных Казначейских книг по этим предметам.

Порядок вступления дел в Кабинет
Все прибывшие дела (или бумаги) вначале вскрываются Вице-Президентом или одним из членов по его просьбе и в его присутствии. После пометки дела оно поступает начальнику Исполнительного отделения. Он в свою очередь, определяет, к какому Отделению оно принадлежит и передаёт его Журналисту, который вносит дело в общую входящую книгу. Если дело секретное, то оно записывается в особый входящий реестр самим начальником Исполнительного отделения. Общая входящая книга разделена на две части: в одну кратко вносятся Высочайшие Именные и объявляемы указы, а в другую всё остальное. От Высочайших указов делается копия, которая передается к исполнению, а оригинал вносится на хранение в Присутственную комнату. Другие бумаги через Регистратуру переносятся в отделения под расписки помощников (бухгалтеров, контролёров и столоначальников). Бумаги, при которых есть деньги или драгоценные вещи, "мягкая рухлядь" и т.д., передаются Казначею для отметки их приёма, затем передаются в Регистратуру, откуда переходят в отделения, где готовятся приказы для Казначейства о записи денег в приход. Также об этом сообщается Счётному отделению. Однако, бумаги с драгоценными вещами, "мягкой рухлядью" и т.д. передаются самим начальником отделения. Каждое отделение ведёт собственную входящую книгу, в которой отмечается то, когда какая бумага была исполнена. Все исходящие бумаги отправляются за собственною печатью Его Императорского Величества.

Обязанности Вице-Президента, Членов и других Чиновников
В обязанности Вице-Президента входит: соблюдать все постановления по Кабинету, вникать во все подробности как по Кабинету, так и по местам, поступившим в его состав, испрашивать Управляющего Кабинетом об определении на открывшиеся вакансии Чиновников, которые своими поступками заслужили эту должность, представлять Управляющему Кабинетом о награждении Чиновников за усердие в службе и доносить об упущениях, если таковые будут.
В обязанности Членов Кабинета входит: внимательное рассмотрение дел, обсуждение законов, точное исполнение всего возложенного на них, ревностное попечение о соблюдении интересов Его Императорского Величества и т.д. Те Члены, которые имею за своей печатью денежные суммы, драгоценности, "мягкую рухлядь" должны печься о их безопасности.
В обязанности начальников Отделений входит: соблюдение установленного Уставом порядка, надзор над составлением дел, наблюдение за своевременным исполнением предписаний Кабинета подведомственными местами и лицами, наблюдение за правильным изложением бумаг. Свои личные обязанности есть у начальников Счётного и Горного отделений.
В обязанности Казначея входит: своевременный приём денег, их безопасное хранение, ведение кладовой книги (записи входов и выходов из кладовой, что означало, сколько и в какой день положено и вынуто денег), постоянно повторять про себя, без чего нельзя выходить из Казначейства, при выдаче денег должны следить, что подпись того, кто берёт деньги должна быть засвидетельствована Начальство, где он служит, или местной полицией.